# Метрология
Метроло́гия (от греч. μέτρον «мера» + λόγος «мысль; причина») — наука об измерениях, методах и средствах обеспечения их единства и способах достижения требуемой точности. Предметом метрологии является извлечение количественной информации о свойствах объектов с заданной точностью и достоверностью; нормативная база для этого — метрологические стандарты.
Метрология состоит из трёх основных разделов:
- теоретическая или фундаментальная — рассматривает общие теоретические проблемы[1] (разработка теории и проблем измерений физических величин, их единиц, методов измерений).
- прикладная — изучает вопросы практического применения разработок теоретической метрологии. В её ведении находятся все вопросы метрологического обеспечения.
- законодательная — устанавливает обязательные технические и юридические требования по применению единиц физической величины, методов и средств измерений.

## Цели и задачи метрологии
- Создание общей теории измерений.
- Образование единиц физических величин и систем единиц.
- Разработка и стандартизация методов и средств измерений, методов определения точности измерений, основ обеспечения единства измерений и единообразия средств измерений (так называемая «законодательная метрология»).
- Создание эталонов и образцовых средств измерений, поверка мер и средств измерений. Приоритетной подзадачей данного направления является выработка системы эталонов на основе физических констант.

Также метрология изучает развитие системы мер, денежных единиц и счёта в исторической перспективе.

## Аксиомы метрологии
- Любое измерение есть сравнение.
- Любое измерение без априорной информации невозможно.
- Результат любого измерения без округления значения является случайной величиной.

## Термины и определения метрологии
- Единство измерений — состояние измерений, характеризующееся тем, что их результаты выражаются в узаконенных единицах, размеры которых в установленных пределах равны размерам единиц, воспроизводимым первичными эталонами, а погрешности результатов измерений известны и с заданной вероятностью не выходят за установленные пределы.
- Физическая величина — одно из свойств физического объекта, общее в качественном отношении для многих физических объектов, но в количественном отношении индивидуальное для каждого из них.
- Измерение — совокупность операций по применению технического средства, хранящего единицу физической величины, обеспечивающих нахождение соотношения измеряемой величины с её единицей и получения значения этой величины.
- Средство измерений — техническое средство, предназначенное для измерений и имеющее нормированные метрологические характеристики воспроизводящие и (или) хранящие единицу величины, размер которой принимается неизменным в пределах установленной погрешности в течение известного интервала времени.
- Поверка — совокупность операций, выполняемых в целях подтверждения соответствия средств измерений метрологическим требованиям.
- Погрешность измерения — отклонение результата измерения от истинного значения измеряемой величины.
- Погрешность средства измерения — разность между показанием средства измерений и действительным значением измеряемой физической величины.
- Точность средства измерений — характеристика качества средства измерений, отражающая близость его погрешности к нулю.
- Лицензия — это разрешение, выдаваемое органом государственной метрологической службы на закрепленной за ним территории физическому или юридическому лицу на осуществление ему деятельности по производству и ремонту средств измерения.
- Эталон единицы величины — техническое средство, предназначенное для передачи, хранения и воспроизведения единицы величины.

Ключевой концепцией метрологии является (метрологическая) прослеживаемость, определяемая как «…свойство результата измерения или значения стандарта, посредством которого оно может быть связано с указанными эталонами, обычно национальными или международными стандартами, посредством непрерывной цепи сравнений, все из которых имеют определённую погрешность». Уровень прослеживаемости устанавливает уровень сопоставимости измерения: можно ли сравнить результат измерения с предыдущим результатом, с результатом измерения, выполненного год назад, или с результатом измерения, выполненного где-либо ещё во всем мире.
Прослеживаемость чаще всего достигается путем калибровки, устанавливающей связь между показанием измерительного прибора и значением эталона.

## История метрологии
Метрология ведёт свою историю с античных времён и даже упоминается в Библии. Ранние формы метрологии заключались в установлении местными властями простых произвольных стандартов, зачастую основанных на простых практических измерениях, например длина руки. Самые ранние стандарты были введены для таких величин, как длина, вес и время, это делалось для упрощения коммерческих сделок, а также регистрации человеческой деятельности.
Новое значение метрология обрела в эпоху промышленной революции, она стала совершенно необходима для обеспечения массового производства.
Исторически важные этапы в развитии метрологии:
- XVIII век — установление эталона метра (эталон хранится во Франции в Музее мер и весов; в настоящее время является в большей степени историческим экспонатом, нежели научным инструментом);
- 1832 год — создание Карлом Гауссом абсолютных систем единиц;
- 1875 год — подписание международной Метрической конвенции;
- 1960 год — разработка и установление Международной системы единиц (СИ);
- XX век — метрологические исследования отдельных стран координируются Международными метрологическими организациями.

Вехи отечественной истории метрологии:
- 1875 год — присоединение Российской империи к Метрической конвенции;
- 1893 год — создание Д. И. Менделеевым Главной палаты мер и весов (современное название — «Научно-исследовательский институт метрологии им. Менделеева»);
- 1925 год — присоединение СССР к Метрической конвенции.

Всемирный день метрологии отмечается ежегодно 20 мая. Праздник учрежден Международным Комитетом мер и весов (МКМВ) в октябре 1999 года, на 88 заседании МКМВ.

## Отдельные направления метрологии
- Авиационная метрология[4]
- Химическая метрология
- Медицинская метрология
- Биометрия